# راندي مارتن
راندي مارتن (بالإنجليزية: Randy Martin)‏ هو راقص أمريكي، ولد في 5 أكتوبر 1957، وتوفي في 28 يناير 2015 في نيويورك في الولايات المتحدة.